# Association asiatique d'athlétisme
L'Association asiatique d'athlétisme (Asian Athletics Association en anglais) est une organisation chargée de gérer l’athlétisme asiatique, sous la tutelle de la Fédération internationale d’athlétisme (IAAF). Elle organise notamment les grands événements continentaux comme les Championnats d'Asie d'athlétisme ou l'Asian Grand Prix. Elle a été fondée en 1973 et siège à Singapour après avoir siégé à Manille.

## Membres
| Nation              | Organisation                                                 |
| ------------------- | ------------------------------------------------------------ |
| Afghanistan         | Fédération afghane d'athlétisme                              |
| Arabie saoudite     | Saudi Arabian Athletics Federation                           |
| Bahreïn             | Bahrain Athletics Association                                |
| Bangladesh          | Fédération bangladaise d'athlétisme                          |
| Bhoutan             | Bhutan Amateur Athletic Federation                           |
| Birmanie            | Fédération birmane d'athlétisme                              |
| Brunei              | Brunei Amateur Athletic Association                          |
| Cambodge            | Khmer Amateur Athletics Federation                           |
| Chine               | Association d'athlétisme de la république populaire de Chine |
| Corée du Nord       | Amateur Athletic Association of DPR of Korea                 |
| Corée du Sud        | Korea Amateur Athletic Federation                            |
| Émirats arabes unis | United Arab Emirates Athletics Association                   |
| Hong Kong           | Hong Kong Amateur Athletic Association                       |
| Inde                | Fédération d'athlétisme de l'Inde                            |
| Indonésie           | Persatuan Atletik Seluruh Indonesia                          |
| Irak                | Iraqi Amateur Athletic Federation                            |
| Iran                | Amateur Athletic Federation of Islamic Republic of Iran      |
| Japon               | Association japonaise des fédérations d'athlétisme           |
| Jordanie            | Jordan Amateur Athletic Federation                           |
| Kazakhstan          | Athletic Federation of Republic of Kazakhstan                |
| Kirghizistan        | Kyrgyz Light Athletic Federation                             |
| Koweït              | Kuwait Amateur Athletic Federation                           |
| Laos                | Lao Amateur Athletic Federation                              |
| Liban               | Fédération libanaise d'athlétisme                            |
| Macao               | Associaçao de Atletismo de Macau                             |
| Malaisie            | Malaysia Athletics Federation                                |
| Maldives            | Athletics Association of Maldives                            |
| Mongolie            | Fédération mongole d'athlétisme                              |
| Népal               | Nepal Amateur Athletic Association                           |
| Oman                | Oman Athletic Association                                    |
| Pakistan            | Athletics Federation of Pakistan                             |
| Palestine           | Palestine Athletic Federation                                |
| Philippines         | Philippine Amateur Track and Field Association               |
| Qatar               | Qatar Association of Athletics Federation                    |
| Singapour           | Singapore Athletic Association                               |
| Sri Lanka           | Athletic Association of Sri Lanka                            |
| Syrie               | Syrian Arab Amateur Athletic Federation                      |
| Tadjikistan         | Athletic Federation of Tajikistan                            |
| Thaïlande           | Athletic Association of Thailand                             |
| Timor oriental      | Federaçao Timor-Leste de Atletismo                           |
| Turkménistan        | Amateur Athletic Federation of Turkmenistan                  |
| Taipei chinois      | Chinese Taipei Athletics Association                         |
| Ouzbékistan         | The Athletic Federation of Uzbekistan                        |
| Viêt Nam            | Fédération vietnamienne d'athlétisme                         |
| Yémen               | Yemen Amateur Athletic Federation                            |